# Bara no Seidou
Bara no Seidou (薔薇の聖堂) é o quarto álbum de estúdio da banda japonesa Malice Mizer, lançado em 23 de agosto de 2000 pela Midi:Nette. A primeira impressão foi limitada a 1999 cópias na forma de livro de capa dura. Os singles presentes no álbum são "Saikai no Chi to Bara", "Kyomu no Naka de no Yuugi", música tema do programa de televisão Gōgai!! Bakushō dai mondai, "Shiroi Hada ni Kuruu Ai to Kanashimi no Rondo" e "Mayonaka ni Kawashita Yakusoku", tema do filme Bara no Konrei.  Em 26 de janeiro de 2007 a gravadora alemã  Trisol lançou o álbum na Europa.
É o primeiro e único álbum da banda com o vocalista Klaha, que entrou na banda após a saída de Gackt, e o primeiro sem o baterista Kami, que faleceu em 1999 (com exceção do EP em memória a ele, Shinwa.)
O título Bara no Seidou pode ser traduzido como "Igreja de rosas" ou "Santuário de rosas".

## Recepção
Alcançou a 17ª posição na Oricon Albums Chart e permaneceu na parada por três semanas. Os singles "Saikai no Chi to Bara", "Kyomu no Naka de no Yuugi", "Shiroi Hada ni Kuruu Ai to Kanashimi no Rondo" e "Mayonaka ni Kawashita Yakusoku" alcançaram a 17ª, 22ª, 36ª e 50ª posição, respectivamente.

## Faixas
| N.º            | Título                                                                             | Música         | Duração |  |
| 1.             | "Bara ni Irodorareta Akui to Higeki no Makuake" (薔薇に彩られた悪意と悲劇の幕開け) | Mana           | 0:29    |  |
| 2.             | "Seinaru Toki Eien no Inori" (聖なる刻 永遠の祈り)                                 | Mana           | 8:13    |  |
| 3.             | "Kyomu no Naka de no Yuugi" (虚無の中での遊戯)                                     | Mana           | 6:38    |  |
| 4.             | "Kagami no Butou Genwaku no Yoru" (鏡の舞踏幻惑の夜)                               | Közi           | 3:54    |  |
| 5.             | "Mayonaka ni Kawashita Yakusoku" (真夜中に交わした約束)                            | Mana           | 6:01    |  |
| 6.             | "Chinurareta Kajitsu" (血塗られた果実)                                             | Közi           | 5:28    |  |
| 7.             | "Chikasuimyaku no Meiro" (地下水脈の迷路)                                          | Mana           | 5:28    |  |
| 8.             | "Hakai no Hate" (破誡の果て)                                                       | Mana           | 4:01    |  |
| 9.             | "Shiroi Hada ni Kuruu Ai to Kanashimi no Rondo" (白い肌に狂う愛と哀しみの輪舞)     | Mana           | 5:40    |  |
| 10.            | "Saikai no Chi to Bara" (再会の血と薔薇)                                           | Mana           | 5:31    |  |
| Duração total: | Duração total:                                                                     | Duração total: | 50:34   |  |

## Formação
- Klaha – vocais nas faixas 2, 4, 5, 6, 9
- Mana – guitarra, teclado
- Közi – guitarra, teclado
- Yu~ki – baixo
- Maki Okada – vocais na faixa 2
- Youko Takai – vocais na faixa 7
- Yuichiro Goto – cordas na faixa 2, violino nas faixas 4, 9, 10
- Motohide Tanaka – diretor
- Masao Nakazato – masterização
- Teruhisa Abe – direção de arte, design
- Kenji Tsukagoshi – fotografia
- Taqueya Yamashita – capa
- Yukie Itoh – produtor executivo